# Моя мама — Снігуронька
«Моя мама — Снігуронька» (рос. «Моя мама — Снегурочка») — російсько-український художній фільм-мелодрама 2007 року за повістю Наталії Антонової.

## Сюжет
Від Нового року діти чекають казки і чудес. Та оточення Стьопи надто зайняте для того, щоб дарувати йому увагу і турботу. Тоді хлопчик сподівається знайти Діда Мороза, щоб попросити як подарунок не машинки чи солодощі, а нову маму. Доля зіштовхує його з Оленою, підприємицею, оточеною турботами і клопотами. Та саме у ній хлопчик побачив чарівницю, здатну вирішити його проблеми.